# Solo (2023)
Solo ist ein kanadischer Spielfilm von Sophie Dupuis aus dem Jahr 2023. Das Liebesdrama stellt einen jungen Drag-Performer in den Mittelpunkt, der versucht eine Bindung zu einem älteren Kollegen und Liebhaber sowie zu seiner lange Zeit abwesenden Mutter aufzubauen. Die Hauptrollen übernahmen Théodore Pellerin, Félix Maritaud und Anne-Marie Cadieux. Das Werk wurde im September 2023 im Rahmen des Filmfestivals von Toronto uraufgeführt und startete im selben Monat regulär in den kanadischen Kinos.

## Handlung
Simon ist ein aufstrebender Star der Drag-Szene Montreals und tritt in Bar-Shows auf. Eines Tages macht er die Bekanntschaft mit dem älteren Neuzugang Olivier, in den er sich Hals über Kopf verliebt. Entgegen Simons Erwartungen entwickelt ihre  Liebesbeziehung eine toxische und destruktive Eigendynamik. Gleichzeitig erfährt er, dass seine Mutter Claire nach 15 Jahren Abwesenheit nach Hause zurückkehrt. Sie hat als berühmte Opernsängerin Karriere gemacht. Obwohl Simon Claire kaum kennt, ist er fasziniert von ihr. Er idealisiert sie und versucht beharrlich, eine Bindung zu seiner Mutter aufzubauen. Doch sowohl die Beziehung zu Olivier, als auch zu Claire ist zum Scheitern verurteilt. Am Ende muss der geschwächte Simon erkennen, dass er etwas Besseres im Leben verdient hat.

## Entstehungsgeschichte

### Drehbuchentwicklung und Vorproduktion
Solo ist der dritte Spielfilm der aus Québec stammenden Regisseurin und Drehbuchautorin Sophie Dupuis nach ihren preisgekrönten Filmdramen Chien de garde (2018) und Souterrain (2020). Mit ihrem neuesten Skript wollte sie eine toxische Beziehung darstellen. Dabei interessierten Dupuis die „inneren Abläufe, Grundursachen, Auswirkungen und die Gründe [...], warum eine Person zulassen könnte, dass sie von jemandem, den sie liebt, misshandelt wird“. Dabei wollte sie eindimensional gezeichnete Figuren vermeiden und jedem Charakter „so viel Liebe“ wie möglich entgegenbringen, was sie beim Schreiben als „eine wunderbare Herausforderung“ begriff. Während des Schreibprozesses wurde sie von einem Psychologen unterstützt, der darauf hinwies, dass Solo zur Genesung von Zuschauern beitragen könnte, die sich in einer ähnlichen Situation wie Simon befinden. Darüber hinaus hätte sich Dupuis schon lange für die LGBTQIA2+-Community interessiert und deren Schwierigkeit, ihre Geschlechtsidentität frei auszudrücken. Drag sollte in Solo als „Vorwand“ („Pretext“) dienen, für das die Figuren eine Leidenschaft entwickelt haben, jedoch sollte nicht der gesamte Film darüber handeln. Dennoch sei das Werk Dupuis’ „Liebesbrief an die Drag-Kultur“.
Zu Beginn der Vorproduktion wählte Dupuis zwei Lieder aus, nach denen Kostüm- und Maskenbild sowie Choreografien ausgerichtet wurden. Dies waren Chaka Khans I’m Every Woman (1978) und Voulez-Vous (1979) von ABBA. Rückblickend empfand Dupuis die Planungen zu Solo als viel komplexer, als zu allen vorangegangenen Werken, darunter auch zu Souterrain, der im Bergarbeiter-Milieu angesiedelt war.

### Rollenbesetzung und Dreharbeiten

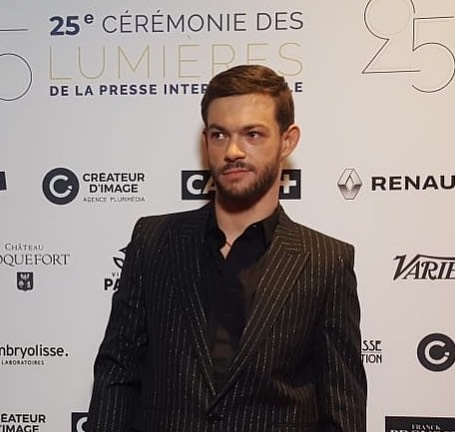
Félix Maritaud übernahm den Part des Olivier

Dupuis besetzte früh die Darsteller, damit sie Tanzunterricht nehmen und ihre Drag-Persönlichkeit entwickeln konnten. Für die Hauptrolle des Simon wurde der Kanadier Théodore Pellerin verpflichtet, den Dupuis auch in allen ihren vorangegangenen Filmen eingesetzt hatte und den sie als „Mitschöpfer“ ihrer Werke bezeichnet. Er legte die Figur provokativer und weniger sanft an, als sie sich ursprünglich vorgestellt hatte. Der Franzose Félix Maritaud bekleidete den Part des älteren Liebhabers Olivier. Dupuis schätzte ihn als Schauspieler und queeren Aktivisten sowie für sein Charisma und seine „harte und zugleich zärtliche Energie“, die sowohl Selbstbewusstsein als auch Unverschämtheit ausstrahle. Zum weiteren Schauspielensemble gehörten die bekannte kanadische Film-, Fernseh- und Theaterdarstellerin Anne-Marie Cadieux als Mutter Claire, Tommy Joubert, Jean Marchand, Vlad Alexis, Marc-André Leclair und Alice Moreault. Zur Unterstützung der Drag-Darsteller wurde der Choreograf Gerard X Reyes engagiert, einer der Gründer der „Kiki-Ballroom-Szene“ in Montreal. Dupuis und ihr Casting-Regisseur bemühten sich für Filmstab und Besetzung LGBTQIA2+-Mitglieder zu verpflichten und sich bei den Figuren vorab nicht auf ein Geschlecht festzulegen. Mit queeren Menschen vor und hinter der Kamera sollte ein sicherer Raum geschaffen werden.
Als Drehort diente unter anderem das Complexe Sky, eine legendäre Bar im Schwulenviertel Montreals, die für Solo komplett umgestaltet wurde. Für die Kameraarbeit zeichnete Mathieu Laverdière verantwortlich, der bereits an Souterrain mitgewirkt hatte. Als Produzent an Solo trat Étienne Hansez mit seiner Gesellschaft Bravo Charlie in Erscheinung. Er hatte auch Dupuis’ vorangegangene Spielfilme produziert.

## Veröffentlichung
Die Premiere des Films erfolgte am 10. September 2023 beim Toronto International Film Festival. Dort wurde Solo in die Sektion Gala Presentations eingeladen. Ein regulärer Kinostart in Kanada fand ab 15. September 2023 statt.

## Auszeichnungen
Im Rahmen des Filmfestivals von Toronto 2023 wurde Solo als bester kanadischer Spielfilm ausgezeichnet.